# Seth Morehead
Seth Marvin Morehead  (* 15. August 1934 in Houston, Texas; † 17. Januar 2006 in Shreveport, Louisiana) war ein US-amerikanischer Baseballspieler in der Major League Baseball. Sein Spitzname war Moe.

## Biografie
Seine Schulzeit verbrachte Morehead an der Byrd High School. Er unterzeichnete seinen ersten Profivertrag bei den Philadelphia Phillies und spielte am 2. April 1957 erstmals in der MLB. In der Liga spielte er drei Jahre für die Phillies, zwei für die Chicago Cubs und eine Saison mit den Milwaukee Braves.  Während seiner Karriere war er der letzte Pitcher, der Roy Campanella gegenüberstand.  Er war auch der letzte, der gegen die Brooklyn Dodgers warf, bevor die Mannschaft nach Los Angeles umzog. Insgesamt warf Morehead in 132 Erstligaspielen.
Er starb an einem Herzinfarkt.

## Seine Stationen als Spieler
- 1957–1959 Philadelphia Phillies
- 1959–1960 Chicago Cubs
- 1961      Milwaukee Braves